# Łapanów (gromada)
Łapanów – dawna gromada, czyli najmniejsza jednostka podziału terytorialnego Polskiej Rzeczypospolitej Ludowej w latach 1954–1972.
Gromady, z gromadzkimi radami narodowymi (GRN) jako organami władzy najniższego stopnia na wsi, funkcjonowały od reformy reorganizującej administrację wiejską przeprowadzonej jesienią 1954 do momentu ich zniesienia z dniem 1 stycznia 1973, tym samym wypierając organizację gminną w latach 1954–1972.
Gromadę Łapanów z siedzibą GRN w Łapanowie utworzono – jako jedną z 8759 gromad na obszarze Polski – w powiecie bocheńskim w woj. krakowskim, na mocy uchwały nr 18/IV/54 WRN w Krakowie z dnia 6 października 1954. W skład jednostki weszły obszary dotychczasowych gromad Łapanów, Wolica, Boczów, Brzezowa, Kobylec, Wieruszyce i Cichawka ze zniesionej gminy Łapanów w tymże powiecie. Dla gromady ustalono 27 członków gromadzkiej rady narodowej.
31 grudnia 1959 do gromady Łapanów przyłączono obszar zniesionej gromady Grabie.
31 grudnia 1961 do gromady Łapanów przyłączono obszar zniesionej gromady Tarnawa oraz wsie Kamyk i Chrostowa ze zniesionej gromady Sobolów.
Gromada przetrwała do końca 1972 roku, czyli do kolejnej reformy gminnej. 1 stycznia 1973 reaktywowano gminę Łapanów.